# Эшструт, Ханс фон
Ханс Адольф Фридрих фон Эшструт (нем. Hans Adolph Friedrich von Eschstruth; 28 января 1756, Хомберг (Эфце) — 30 апреля 1792, Кассель, Гессен) — немецкий композитор, музыкальный критик, музыковед, писатель, юрист, гессенский надворный судебный советник.

## Биография
Сын офицера. В 1771 году стал посещать лекции в университете Ринтельна. С 1775 изучал право в Гёттингенском университете. В 1776 году стал работать экспертом властей Марбурга. В 1780 году назначен надворным судебным советником. С 1786 году жил в Касселе.
Всю жизнь музыка была страстью Эшструта. Совершенствовал свои музыкальные знания под руководством Иоганна Верлинга, органиста из Марбурга, который преподавал ему традиции школы Баха .
Известен, как композитор и музыкальный писатель. Автор различных песен, од и хоров, композиций до голоса, музыкальных произведений для фортепиано, скрипки и виолончели, многих религиозных песнопений, шести сонат для клавикорда, 12 маршей и т. д.
Опубликовал многочисленные музыковедческие и музыкальные критические эссе. Писал стихи.
Его родственницей была писательница Натали фон Эшструт.